# Messing (legering)

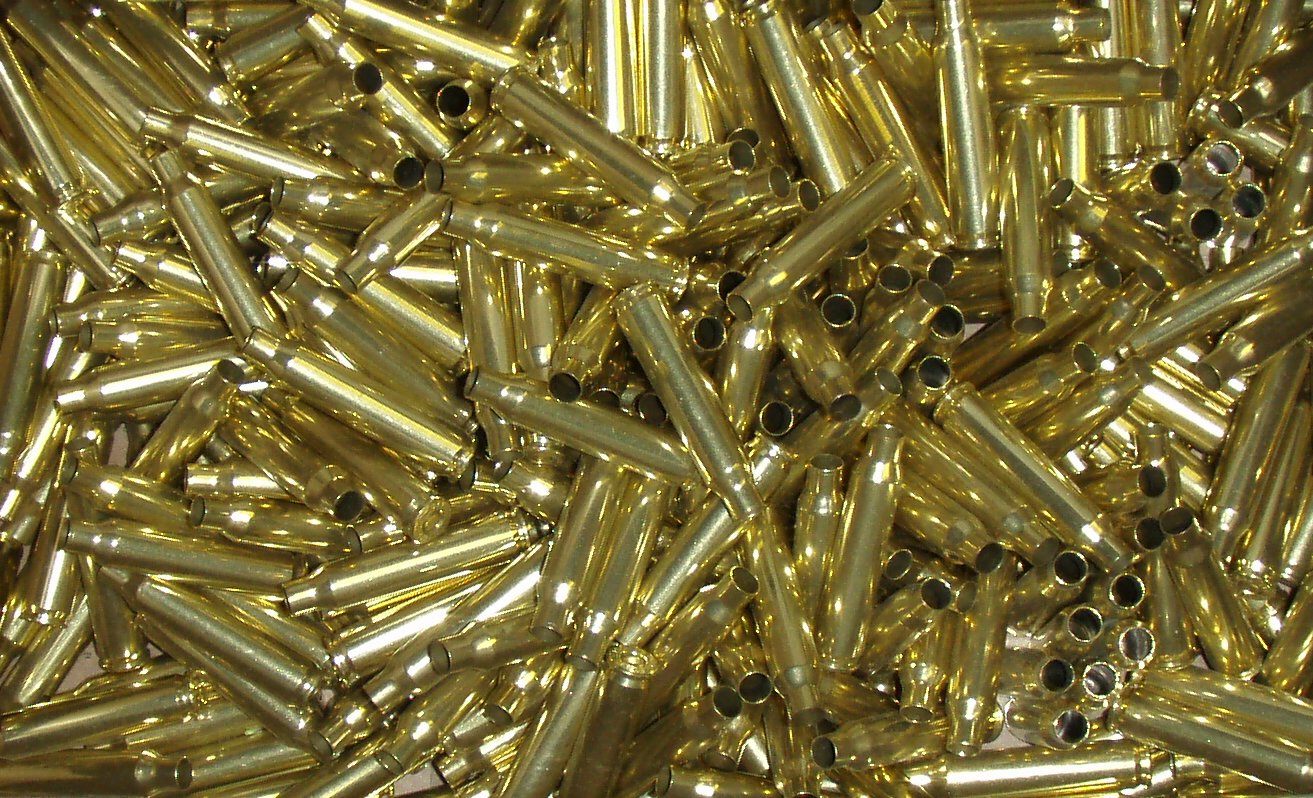
Messing patroonhulzen

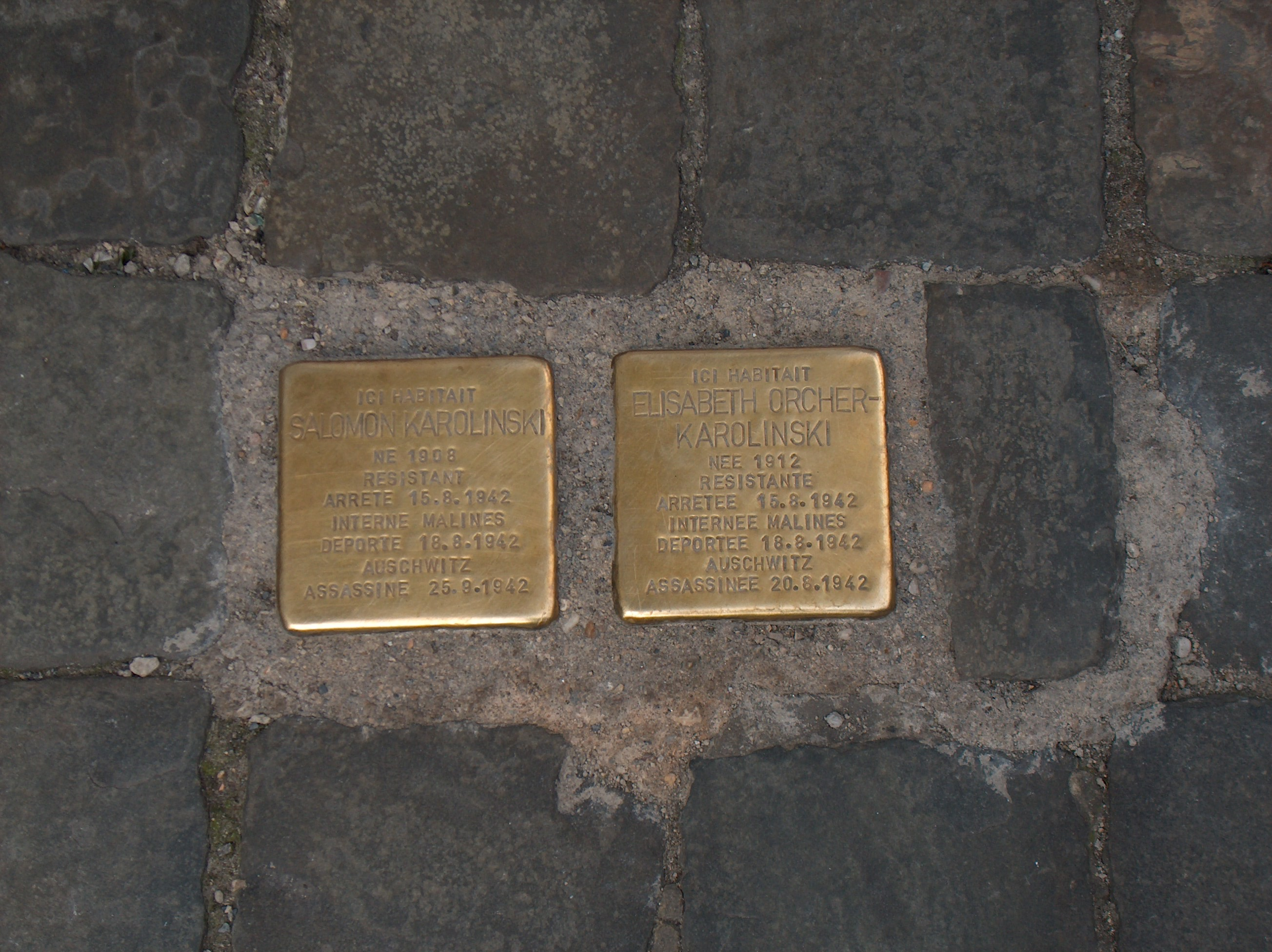
Stolpersteine in Schaarbeek

Messing of geelkoper, in de vorm van folie ook wel latoen of latoenkoper genoemd, is een legering van koper en zink. Het percentage zink varieert van 5 tot 45 %. Andere legerende elementen zijn tin (1 tot 5 %), lood (0,1 tot 7 %), nikkel, ijzer en aluminium.
Messing is een waardevol materiaal vanwege zijn hardheid en goede zelfsmerende eigenschappen. In tal van toepassingen kan het op economische wijze koper vervangen, wegens de lagere prijs van het zink.

## Geschiedenis
Messing is sinds prehistorische tijden bekend bij de mensheid, lang voordat het metaal zink was ontdekt. Het werd gemaakt door koper samen met het mineraal zinkspaat, een zinkerts, te smelten. Tijdens dit proces wordt het zink uit de zinkspaat onttrokken, dat zich dan direct met het koper vermengt. In Dinant en Stolberg werd veel messing vervaardigd. Hier werd koper gemengd met zinkertsen uit de groeve van Kelmis. Het Museum Vieille Montagne in Kelmis presenteert deze geschiedenis. Met deze oude technieken was het niet mogelijk om zuiver zink te produceren, omdat het te reactief is. Rond 1800 vond de Luikenaar Jean-Jacques Dony een proces uit om zuiver zink te produceren.
Tegenwoordig wordt bijna 90% van legeringen van messing hergebruikt. Dat wil zeggen dat messingschroot verzameld wordt en teruggaat naar een gieterij waar het gesmolten wordt tot het gewenste eindproduct. Dit zijn meestal gietbillets of palen. Deze worden later geëxtrudeerd tot de juiste vorm en maat.

## Eigenschappen
Toevoeging van zink aan koper verlaagt het smeltpunt, de dichtheid, het warmte- en elektrisch geleidingsvermogen en de elasticiteitsmodulus. Het verhoogt daarentegen de hardheid en de weerstand van het koper.

### Kleur
De kleur van messing is sterk afhankelijk van het zinkgehalte. De naam 'geelkoper' is afgeleid van de kleur. Het is duidelijk geler dan zuiver koper of brons (een legering van koper en tin). Bij ca. 10 % zink heeft de legering het zogenaamde "Parijs brons" een mooie roze kleur, waardoor het in de juwelenmakerij wordt gebruikt. Bij ca. 15 % zink wordt de legering goudkleurig. Bij 25 à 30 % zink wordt de aanblik geel om bij 40 à 45 % zink opnieuw roze te worden. Bij 50 % zink en meer wordt de aanblik grijswit. Wanneer messing lang aan de buitenlucht is blootgesteld wordt het donkerbruin. Bij oxidatie treedt er, in tegenstelling tot bij koper, geen Spaans groen (groenspaan) op.

### Elektrisch geleidingsvermogen
Het elektrisch geleidingsvermogen vermindert met het afnemend percentage koper in de legeringen. Messing met 40 % zink heeft een elektrisch geleidingsvermogen van 27 % van zuiver koper. De soortelijke weerstand van messing is 7,2·10−8 Ω·m.

### Warmtegeleidingsvermogen
Ook het warmtegeleidingsvermogen vermindert met het afnemend percentage koper in de legeringen. Messing met 40 % zink heeft een warmtegeleidingsvermogen van 30 % van koper.

## Soorten messing
Er bestaan drie types messing:
- Alfamessing, met minder dan 40 % zink, is flexibel en kan koud gesmeed worden.
- Bètamessing, met meer zink naar verhouding, kan alleen heet gesmeed worden. Dit type messing is harder en sterker.
- Wit messing, met meer dan 45 % zink, is te bros om algemeen bruikbaar te zijn.

## Legerende elementen
Om de eigenschappen van het normale messing te verbeteren kan veel gedaan worden. Een element als aluminium maakt het messing sterker en corrosiebestendig. Het aluminium zorgt voor een zeer dun en doorzichtig, hard laagje dat zelfherstellend is. Het element tin heeft een soortgelijk effect; men vindt het bijvoorbeeld in legeringen die in zeewatermilieus (de z.g. naval brasses) toegepast worden. Combinaties van elementen als ijzer, aluminium, silicium en mangaan kunnen - mits in de juiste combinatie en hoeveelheid aanwezig - voor messingen zorgen met een hoge slijtweerstand. Een voorbeeld hiervan is de legering LDM C673, waar een juiste combinatie van mangaan en silicium tot een sterke en slijtvaste legering leidt, die zijn weg gevonden heeft in toepassingen in de automobielindustrie.
Er bestaan ook zogenaamde ontzinkingsbestendige messingen. Deze messingen worden toegepast in situaties waarbij grote kans is op corrosie bij gebruik van normale messingen. Dit kan optreden als de watertemperatuur te hoog is, er chloriden aanwezig zijn of bij afwijkende waterhardheid (te lage hardheid). Een voorbeeld is toepassing in een warmwaterboilersysteem. In een dergelijke omgeving zou een standaardlegering snel falen. Dit messing wordt op een speciale wijze geproduceerd waarbij grote aandacht is voor een gebalanceerde samenstelling en juiste temperatuuromstandigheden.

## Bekende messingsoorten
Een bekende messingsoort is tombak met 10 - 15 % zink, condensorpijpmessing met 22 % zink en 2 % aluminium. Deltametaal bevat 39,2 % zink, 2 % mangaan, 1 % ijzer en 0,3 % lood.